# Redox (styresystem)
 For alternative betydninger, se Redox. (Se også artikler, som begynder med Redox)
Redox er et Unix-lignende mikrokerne baseret styresystem skrevet i programmeringssproget Rust, som har fokus på it-sikkerhed, stabilitet og ydeevne. Redox sigter efter at være sikker, brugbar og frit. Redox er inspireret af tidligere kerner og styresystemer, såsom SeL4, MINIX, Plan 9 og BSD. Det ligner Linux og BSD, men er skrevet i et hukommelsessikkert sprog. Det er fri og open source-software distribueret under en MIT-licens.
Redox har fået sit navn fra redoxreaktioner i kemi; et eksempel på en redoxreaktion er korrosion af jern, også kaldet rust.

## Historisk
Redox blev skabt af Jeremy Soller og blev offentliggjort den 20. april 2015 på GitHub. I juli 2021 havde Redox-programmelarkivet i alt 79 bidragydere.

## Design
Redox-styresystemet er designet til at være sikkert. Dette afspejles i to designbeslutninger:
1. Anvendelse af programmeringssproget Rust til implementering
2. Anvendelse af et mikrokernedesign, der ligner MINIX

## Komponenter
Redox, leverer softwarepakker (hukommelsesallokator, filsystem, display manager, kerneværktøjer osv.), der tilsammen udgør et funktionelt styresystem. Redox er afhængig af et økosystem af software skrevet i Rust af medlemmer af projektet:
- Redox-kerne – stammer fra begrebet mikrokerner, med inspiration fra MINIX
- Ralloc – memory allocator
- TFS-filsystem – inspireret af ZFS-filsystemet
- Ion shell - det underliggende bibliotek for unix-skaller og kommandoudførelse i Redox, og standard skal
- pkgutils – pakkehåndtering
- Orbital-vinduesystem – skærm- og vindueshåndtering, opsætter orbital:-skemaet, administrerer visningen og håndterer anmodninger om vinduesoprettelse, gentegninger og hændelsesundersøgelse
- relibc – C standard bibliotek

## Kommandolinjeapplikationer
Redox understøtter kommandolinjegrænsefladeprogrammer (CLI), herunder:
- Sodium – vi-lignende editor, der giver syntaksfremhævning

## Grafiske applikationer
Redox understøtter programmer for grafisk brugerflade (GUI), herunder:
- NetSurf – en letvægts webbrowser, som bruger sin egen layoutmotor
- Lommeregner – en softwareregnemaskine, der giver funktioner, der ligner Windows Lommeregner-programmet
- Editor – simpel teksteditor, der ligner Microsoft Notesblok
- Filbrowser – et filhåndteringsprogram, der viser ikoner, navne, størrelser og detaljer for filer; bruger launcher-kommandoen til at åbne filer, når der klikkes på dem
- Billedfremviser – Billedfremviser til simple filtyper
- Pixelcannon – 3D-renderer, kan bruges til at benchmarke Orbital-skrivebordet
- Orbterm – terminalemulator af ANSI-typen